# 吳居閥
吳居閥（1773年—1814年），字勛懋，又字勲懋，號芝圃，又號晴舟。江西高安龍山人，清朝政治人物，同進士出身。

## 生平
乾隆五十七年（1792年）中壬子科江西鄉試舉人。次年聯捷癸丑科三甲第三十六名同進士。簡用候選知縣。嘉慶九年（1804年）六月，籤分補授安徽含山縣知縣。到任後隨即代署和州直隸州知州。審訊某武舉人毆斃乞丐一案，發掘隱晦的案情，人民讚其英明。留心民情，不分鉅細必親自體察，使胥吏無法舞弊。曾對「薄俗圖」致婦女輕生感到遺憾，嚴格懲罰提倡者。
流氓王元仲有一族姪小月，王元仲將其出賣給蕪湖縣某氏，一年多後小月逃回，王元仲於是誣告該人家毀屍滅跡，經太平府知府審訊為虛假，王元仲竟殺害小月而堅持控訴；案件上呈之後，以「刁控」罪杖責王元仲。事過一年後，王元仲因其他事件牽連，吳居閥回憶起舊事，於是對王元仲從容審問，查出謀殺的實情，將王元仲正法。
嘉慶十二年（1806年）充任丁卯科江南鄉試分校官。嘉慶十六年（1811年）西北鄉發生荒歉，吳居閥募糧賙濟，使居民安定。嘉慶十八年（1813年）再度充任癸酉科江南鄉試分校官。在任十年，政簡刑清，人民最初心存忌憚，之後視吳居閥如父母。嘉慶十九年（1814年）卒於任上，年四十二歲。
吳居閥公務之餘喜好靜坐讀書，晉唐書法字帖無不研究，本人書法也名重一時。